# 創建エース
株式会社創建エース（そうけんエース）は、東京都新宿区に本社を置く持株会社。東証スタンダード上場。
かつてのタカスギグループの中核企業だった髙杉建設が前身で、グループから独立してキーイングホームに商号を変更。大証上場を経て千年の杜に改称し、その後純粋持株会社に移行して東邦グローバルアソシエイツに再改称。クレアホールディングス→中小企業ホールディングスを経て現在の創建エースに至っている。

## 事業内容
創建エース自体はグループ会社の管理・経営など持株会社としての機能を持っている。
グループ会社の事業内容は以下の通り。
連結子会社
- 巧栄ビルド株式会社 - 注文住宅の受注・施工、太陽光発電システム等住宅設備機器の販売、住宅リフォームなど（旧クレアホーム、クレアスタイル、クレア建設）
- MILLENNIUM INVESTMENT株式会社 - 投資事業など
- V BLOCK販売株式会社 ‐ V BLOCKシリーズの販売

かつての連結子会社
- 株式会社JPマテリアル - 自動車、自動二輪車向け潤滑油の製造販売。 2015年11月4日買収、2023年6月2日売却[4]。
- 株式会社のら猫バンク - 猫関連の会員制サービスの提供、動物保護施設運営のため、2022年4月27日に設立し、2022年12月に会員サービス「ねこホーダイ」を開始したが、同年12月29日にサービスを停止し[5]、2023年6月に会社の解散が発表された[6]。

## 沿革
- 1965年（昭和40年）02月 - 髙杉建設株式会社として大阪府大阪市東淀川区西三国町に設立。
- 1971年（昭和46年）
  - 2月 - 営業活動休止。
  - 5月 - 本社を兵庫県尼崎市栗山字屋敷田に移転。
- 1972年（昭和47年）12月 - 本社を尼崎市塚口字長溝に移転。
- 1973年（昭和48年）08月 - 本社を大阪府豊中市服部寿町に移転。
- 1976年（昭和51年）11月 - 営業活動再開。
- 1978年（昭和53年）07月 - 本社を大阪府豊中市螢池西町に移転。
- 1982年（昭和57年）12月 - 本社を大阪府吹田市江の木町に移転。
- 1987年（昭和62年）09月 - 本社を大阪市淀川区宮原2丁目に移転。
- 1990年（平成02年）11月 - 本社を大阪市淀川区宮原1丁目に移転。
- 1996年（平成08年）10月 - キーイングホーム株式会社に商号変更。
- 1997年（平成09年）11月 - 大阪証券取引所第2部に上場。
- 2004年（平成16年）
  - 03月 - 東京支店を東京本社に改称。
  - 07月 - 本社機能を大阪府吹田市豊津町に移転。
  - 10月 - 株式会社千年の杜に商号変更。
- 2006年（平成18年）8月 - 持株会社制へ移行。本体は純粋持株会社となる。
- 2008年（平成20年）
  - 4月 - 事業持株会社制へ移行し、東邦グローバルアソシエイツ株式会社に商号変更。
  - 7月 - 持分法適用会社であったモバイルジャッジ（出資比率28.57%）がトランスデジタル（東京都千代田区）と株式交換により統合。統合後の新会社への出資比率は5%程度となる。
- 2010年（平成22年）8月 - クレアホールディングス株式会社に商号変更。
- 2012年（平成24年）7月 - 株式併合により100株単位となる。
- 2013年（平成25年）7月 - 大阪証券取引所と東京証券取引所の現物株市場統合に伴い、東京証券取引所第2部に指定替え。
- 2018年（平成30年）1月 - アルトルイズム株式会社（福島県郡山市）の株式を取得。連結子会社化。
- 2019年（平成31年）1月 - トラロックエンターテインメントを子会社化[7]。
- 2020年（令和02年）11月 - アルトルイズムの株式を同社代表取締役に譲渡。連結子会社から除外[8]。
- 2021年（令和03年）
  - 3月 - トラロックエンターテインメントの全株式を株式会社トレジャー（東京都港区）に譲渡。連結子会社から除外[9]。
  - 4月 - 中小企業ホールディングス株式会社に商号変更。
- 2022年（令和04年）
  - 1月 - クレアホーム、クレアスタイル、クレア建設の3社を統合。巧栄ビルド株式会社に社名変更[10]。
  - 4月 - 一般社団法人花の木シェルター及び株式会社101との業務提携契約により、株式会社のら猫バンクを設立[11]。
  - 5月 - 株式会社サニーダの全株式を邦徳建設株式会社（千葉県松戸市）に譲渡。連結子会社から除外[12]。
- 2023年（令和05年）
  - 6月 - 株式会社JPマテリアルの全株式を同社代表取締役に譲渡。連結子会社から除外 [13]
  - 6月 - 株式会社創建エースに商号変更[14]。本店を東京都新宿区に移転[15]。
- 2025年（令和07年）
  - 6月 - 「上場会社が有価証券報告書等に虚偽記載を行った場合に該当すると認められる相当の事由があり、直ちに上場を廃止しなければ市場の秩序を維持することが困難であると当取引所が認める場合に該当するおそれがあると認められるため」に該当したため、東京証券取引所から監理銘柄（審査中）の指定を受ける[16]。
  - 9月 - 上場会社が有価証券報告書等に虚偽記載を行い、直ちに上場を廃止しなければ市場の秩序を維持することが困難であることが明らかであると当取引所が認める場合に該当したため、東京証券取引所スタンダード市場上場廃止予定[2]。

## ロシアでの人工島開発構想
2008年2月14日、東京都内のホテルで露日経済協議会及び2014年ソチ冬季オリンピック協力委員会の共催で露日投資フォーラムが開催された。フォーラムの中で、冬季五輪の行われるソチ市に人工島を建設することが正式に発表となり、千年の杜（当時）とロシア「ホマル」社の間で合意書が締結された。
埋立費用として数百億円が必要となるが、千年の杜は既に建設資金へ充当するために新株予約権を香港系投資ファンドに発行し、予約権が行使されれば100億円以上の資金を工面できるとした（2008年6月14日付週刊新潮より）。東邦グローバルアソシエイツは5月までに第7回、第8回の新株予約権が全額行使されたことをプレスリリースした。
2008年6月、「ロシア連邦ソチ市黒海沿岸人工島建設事業」を実施する子会社「SAKURA ISLAND (RUS),Inc.」を2008年7月中旬までにモスクワに資本金2,500,000ルーブルで設立すると発表した。
なお、この人工島開発構想リリース前の株価は19円（2008年1月）に過ぎなかったが、一時期501円（2008年2月21日）まで急騰した。
2012年5月15日をもって当該事業を撤退した。

## 関連人物
- 久間章生
- 田谷廣明